# Charlie Chan
Charlie Chan är en fiktiv detektiv skapad av Earl Derr Biggers. Biggers baserade Chan löst på detektiven Chang Apana, verksam i Honolulu på Hawaii. Charlie Chan arbetar för Honolulu-polisen, men i många av historierna reser Chan runt i världen, där han löser mysterier och brott.
Chan introducerades i Biggers romaner, totalt sex stycken. Karaktären fick sedan nytt liv i närmare 50 filmer, med början 1926. Till en början spelades Chan av asiatiska skådespelare, men dessa filmer nådde ingen större framgång. 1931 anlitade Fox Film Corporation den svenske skådespelaren Warner Oland som Chan i Charlie Chan Carries On. Filmen blev populär och Fox fortsatte att producera femton Chan-filmer med Oland i titelrollen. Efter Olands död 1938 anlitades den amerikanske skådespelaren Sidney Toler som Chan. Toler kom att göra tjugotvå Chan-filmer, först för Fox och sedan för Monogram Studios. Efter Tolers död 1947 gjordes ytterligare sex filmer, då med Roland Winters i huvudrollen. Chan har även figurerat i flera radioprogram, två tv-serier och i serier.

## Romaner
- 1925 – Huset som saknade nyckel (The House Without a Key)
- 1926 – Den kinesiska papegojan (The Chinese Parrot)
- 1928 – Charlie Chans triumf (Behind That Curtain)
- 1929 – Den svarta kamelen (The Black Camel)
- 1930 – Charlie Chan griper in  (Charlie Chan Carries On)
- 1932 – Charlie Chan på semester (Keeper of the Keys)

## Filmer
| Filmtitel                                                 | Huvudroll         | Regi                           | Premiär | DVD                                                                  | Noteringar                                        | Produktionsbolag     |
| --------------------------------------------------------- | ----------------- | ------------------------------ | ------- | -------------------------------------------------------------------- | ------------------------------------------------- | -------------------- |
| The House Without a Key                                   | George Kuwa       | Spencer G. Bennet              | 1926    |                                                                      | Förlorad film, stumfilmsserie                     | Pathé Exchange       |
| The Chinese Parrot                                        | Sojin             | Paul Leni                      | 1927    |                                                                      | Förlorad film, stumfilm                           | Universal            |
| Behind That Curtain                                       | E.L. Park         | Irving Cummings                | 1929    | Charlie Chan, Volume Three (20th Century Fox, 2007)                  | Första ljudfilmen i serien                        | Fox Film Corporation |
| Charlie Chan Carries On                                   | Warner Oland      | Hamilton MacFadden             | 1931    |                                                                      | Förlorad film                                     | Fox Film Corporation |
| Eran Trece                                                | Manuel Arbó       | David Howard (ej krediterad)   | 1931    | Charlie Chan, Volume One (20th Century Fox, 2006)                    | Spanskspråkig version av Charlie Chan Carries On. | Fox Film Corporation |
| Mysteriet i Honolulu                                      | Warner Oland      | Hamilton MacFadden             | 1931    | Charlie Chan, Volume Three (20th Century Fox, 2007)                  |                                                   | Fox Film Corporation |
| Charlie Chan's Chance                                     | Warner Oland      | John Blystone                  | 1932    |                                                                      | Förlorad film                                     | Fox Film Corporation |
| Charlie Chan's Greatest Case                              | Warner Oland      | Hamilton MacFadden             | 1933    |                                                                      | Förlorad film                                     | Fox Film Corporation |
| Charlie Chan's Courage                                    | Warner Oland      | George Hadden och Eugene Forde | 1934    |                                                                      | Förlorad film                                     | Fox Film Corporation |
| Charlie Chan i London                                     | Warner Oland      | Eugene Forde                   | 1934    | Charlie Chan, Volume One (20th Century Fox, 2006)                    |                                                   | Fox Film Corporation |
| Charlie Chan i Paris                                      | Warner Oland      | Lewis Seiler                   | 1935    | Charlie Chan, Volume One (20th Century Fox, 2006)                    |                                                   | Fox Film Corporation |
| Charlie Chan i Egypten                                    | Warner Oland      | Louis King                     | 1935    | Charlie Chan, Volume One (20th Century Fox, 2006)                    |                                                   | 20th Century Fox     |
| Charlie Chan i Kina                                       | Warner Oland      | James Tinling                  | 1935    | Charlie Chan, Volume One (20th Century Fox, 2006)                    |                                                   | 20th Century Fox     |
| Charlie Chans hemlighet                                   | Warner Oland      | Gordon Wiles                   | 1936    | Charlie Chan, Volume Three (20th Century Fox, 2007)                  | Public domain.                                    | 20th Century Fox     |
| Charlie Chan på cirkus                                    | Warner Oland      | Harry Lachman                  | 1936    | Charlie Chan, Volume Two (20th Century Fox, 2006)                    |                                                   | 20th Century Fox     |
| Charlie Chan på kapplöpning                               | Warner Oland      | H. Bruce Humberstone           | 1936    | Charlie Chan, Volume Two (20th Century Fox, 2006)                    |                                                   | 20th Century Fox     |
| Charlie Chan på operan                                    | Warner Oland      | H. Bruce Humberstone           | 1936    | Charlie Chan, Volume Two (20th Century Fox, 2006)                    |                                                   | 20th Century Fox     |
| Charlie Chan på olympiaden                                | Warner Oland      | H. Bruce Humberstone           | 1937    | Charlie Chan, Volume Two (20th Century Fox, 2006)                    |                                                   | 20th Century Fox     |
| Charlie Chan på Broadway                                  | Warner Oland      | Eugene Forde                   | 1937    | Charlie Chan, Volume Three (20th Century Fox, 2007)                  |                                                   | 20th Century Fox     |
| La Serpiente Roja                                         | Aníbal de Mar     | Ernesto Caparrós               | 1937    |                                                                      | Kubansk film                                      |                      |
| Charlie Chan i Monte Carlo                                | Warner Oland      | Eugene Forde                   | 1937    | Charlie Chan, Volume Three (20th Century Fox, 2007)                  | Warner Olands sista film.                         | 20th Century Fox     |
| Charlie Chan i Honolulu                                   | Sidney Toler      | H. Bruce Humberstone           | 1939    | Charlie Chan, Volume Four (20th Century Fox, 2008)                   |                                                   | 20th Century Fox     |
| Skilsmässomordet                                          | Sidney Toler      | Norman Foster                  | 1939    | Charlie Chan, Volume Four (20th Century Fox, 2008)                   |                                                   | 20th Century Fox     |
| Det ensamma husets hemlighet                              | Sidney Toler      | Norman Foster                  | 1939    | Charlie Chan, Volume Four (20th Century Fox, 2008)                   |                                                   | 20th Century Fox     |
| City in Darkness                                          | Sidney Toler      | Herbert I. Leeds               | 1939    | Charlie Chan, Volume Four (20th Century Fox, 2008)                   |                                                   | 20th Century Fox     |
| Charlie Chan in Panama                                    | Sidney Toler      | Norman Foster                  | 1940    | Charlie Chan, Volume Five (20th Century Fox, 2008)                   |                                                   |                      |
| Charlie Chan's Murder Cruise                              | Sidney Toler      | Eugene Forde                   | 1940    | Charlie Chan, Volume Five (20th Century Fox, 2008)                   |                                                   |                      |
| Charlie Chan at the Wax Museum                            | Sidney Toler      | Lynn Shores                    | 1940    | Charlie Chan, Volume Five (20th Century Fox, 2008)                   |                                                   |                      |
| Murder Over New York                                      | Sidney Toler      | Harry Lachman                  | 1940    | Charlie Chan, Volume Five (20th Century Fox, 2008)                   |                                                   | 20th Century Fox     |
| Dead Men Tell                                             | Sidney Toler      | Harry Lachman                  | 1941    | Charlie Chan, Volume Five (20th Century Fox, 2008)                   |                                                   | 20th Century Fox     |
| Charlie Chan in Rio                                       | Sidney Toler      | Harry Lachman                  | 1941    | Charlie Chan, Volume Five (20th Century Fox, 2008)                   |                                                   | 20th Century Fox     |
| Castle in the Desert                                      | Sidney Toler      | Harry Lachman                  | 1942    | Charlie Chan, Volume Five (20th Century Fox, 2008)                   |                                                   | 20th Century Fox     |
| Charlie Chan in the Secret Service                        | Sidney Toler      | Phil Rosen                     | 1944    | The Charlie Chan Chanthology (MGM, 2004)                             |                                                   | Monogram Pictures    |
| The Chinese Cat                                           | Sidney Toler      | Phil Rosen                     | 1944    | The Charlie Chan Chanthology (MGM, 2004)                             |                                                   | Monogram Pictures    |
| Black Magic                                               | Sidney Toler      | Phil Rosen                     | 1944    | The Charlie Chan Chanthology (MGM, 2004)                             | Senare omdöpt till Meeting at Midnight för TV.    | Monogram Pictures    |
| The Jade Mask                                             | Sidney Toler      | Phil Rosen                     | 1945    | The Charlie Chan Chanthology (MGM, 2004)                             |                                                   | Monogram Pictures    |
| The Red Dragon                                            | Sidney Toler      | Phil Rosen                     | 1945    | Charlie Chan 3-Film Collection (Warner Archive, 2016)                |                                                   | Monogram Pictures    |
| The Scarlet Clue                                          | Sidney Toler      | Phil Rosen                     | 1945    | The Charlie Chan Chanthology (MGM, 2004)                             | Public domain.                                    | Monogram Pictures    |
| The Shanghai Cobra                                        | Sidney Toler      | Phil Karlson                   | 1945    | The Charlie Chan Chanthology (MGM, 2004)                             |                                                   | Monogram Pictures    |
| Dangerous Money                                           | Sidney Toler      | Terry O. Morse                 | 1946    | TCM Spotlight: Charlie Chan Collection (Turner Classic Movies, 2010) | Public domain.                                    | Monogram Pictures    |
| Dark Alibi                                                | Sidney Toler      | Phil Karlson                   | 1946    | TCM Spotlight: Charlie Chan Collection (Turner Classic Movies, 2010) | Public domain.                                    | Monogram Pictures    |
| Shadows Over Chinatown                                    | Sidney Toler      | Terry O. Morse                 | 1946    | Charlie Chan Collection (Warner Home Video, 2013)                    |                                                   | Monogram Pictures    |
| The Trap                                                  | Sidney Toler      | Howard Bretherton              | 1946    | TCM Spotlight: Charlie Chan Collection (Turner Classic Movies, 2010) | Public domain. Sidney Tolers sista film.          | Monogram Pictures    |
| The Chinese Ring                                          | Roland Winters    | William Beaudine               | 1947    | TCM Spotlight: Charlie Chan Collection (Turner Classic Movies, 2010) | Public domain. Roland Winters första film.        | Monogram Pictures    |
| Docks of New Orleans                                      | Roland Winters    | Derwin Abrahams                | 1948    | Charlie Chan Collection (Warner Home Video, 2013)                    |                                                   | Monogram Pictures    |
| Shanghai Chest                                            | Roland Winters    | William Beaudine               | 1948    | Charlie Chan Collection (Warner Home Video, 2013)                    |                                                   | Monogram Pictures    |
| The Golden Eye                                            | Roland Winters    | William Beaudine               | 1948    | Charlie Chan Collection (Warner Home Video, 2013)                    | Public domain.                                    | Monogram Pictures    |
| The Feathered Serpent                                     | Roland Winters    | William Beaudine               | 1948    | Charlie Chan 3-Film Collection (Warner Archive, 2016)                |                                                   | Monogram Pictures    |
| Sky Dragon                                                | Roland Winters    | Lesley Selander                | 1949    | Charlie Chan 3-Film Collection (Warner Archive, 2016)                |                                                   | Monogram Pictures    |
| El Monstruo en la Sombra                                  | Orlando Rodríguez | Zacarias Urquiza               | 1955    |                                                                      | Mexikansk film                                    |                      |
| The Return of Charlie Chan (aka Happiness is a Warm Clue) | Ross Martin       | Daryl Duke                     | 1973    |                                                                      | TV-film                                           | Universal Television |
| Charlie Chan och drakkvinnans förbannelse                 | Peter Ustinov     | Clive Donner                   | 1981    |                                                                      |                                                   |                      |